# Старий міст (Мостар)

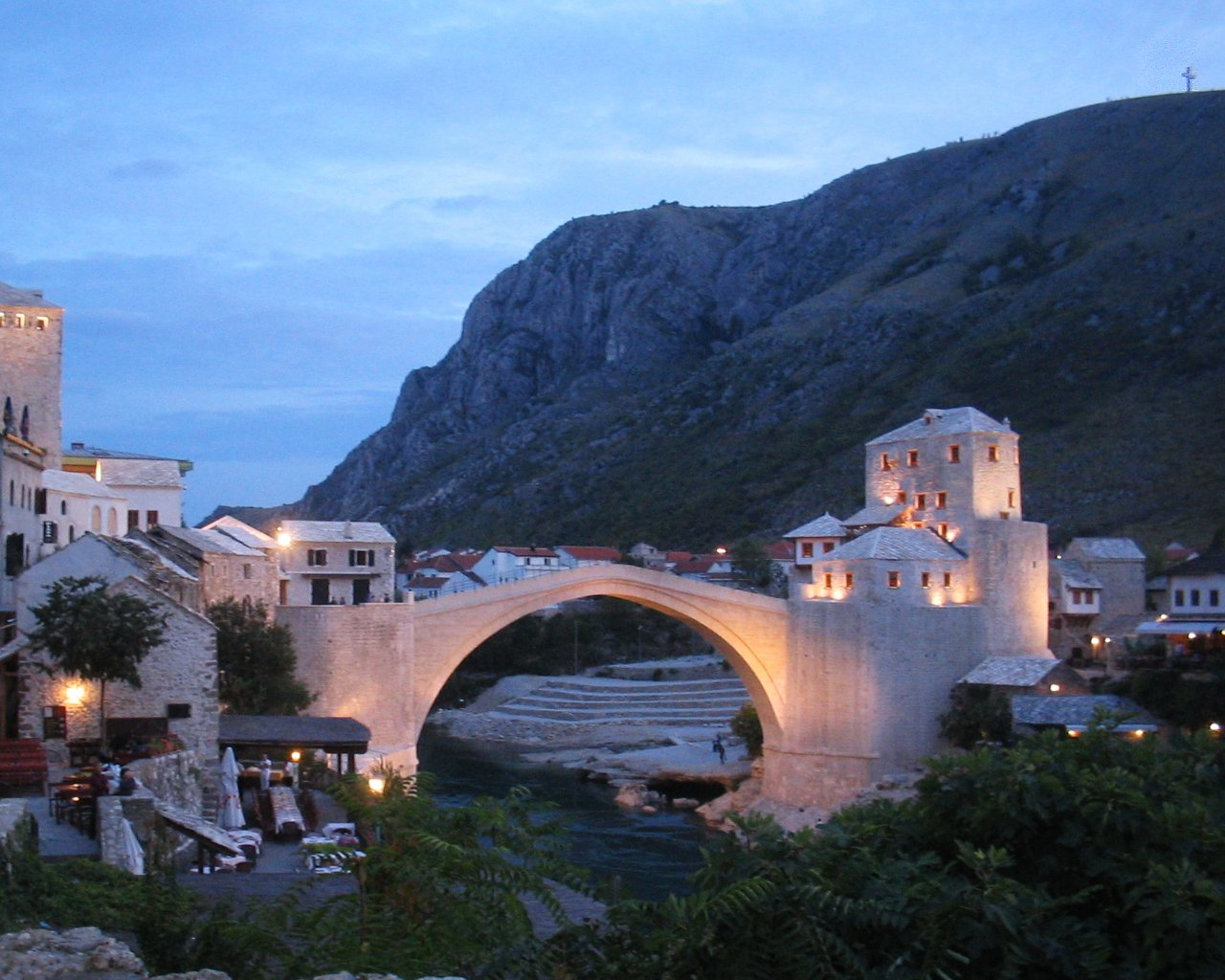

Старий міст (босн. та хорв. Stari most) – міст через річку Неретву у місті Мостар (Боснія і Герцеговина).
Міст побудовано у 1560-х роках. Зруйнований, як вважається з наказу Слободана Праляка, під час Боснійської війни. Відновлений 2004 року.
2005 року Старий міст та місцевість біля нього внесено до Світової спадщини ЮНЕСКО.